# Malurus elegans
Malurus elegans е вид птица от семейство Maluridae. Видът е незастрашен от изчезване. Той е немигриращ и ендемичен в югозападния ъгъл на Западна Австралия. Проявявайки висока степен на сексуален диморфизъм, мъжкият възприема блестящо оцветено размножително оперение, с преливаща се сребристосиня корона, покривала за уши и горната част на гърба, червени рамене, контрастиращи с черно гърло, сиво-кафява опашка и крила и бледа долна част. Неразмножаващите се мъжки, женски и млади имат предимно сиво-кафяво оперение, въпреки че мъжките могат да носят изолирани сини и черни пера. Няма отделни подвидовеса признати. Подобен на външен вид и тясно свързан с пъстрата фея и синьогръдата фея, тя се разглежда като отделен вид, тъй като не са регистрирани междинни форми, когато техните ареали се припокриват. Въпреки че червенокрилата фея е често срещана на местно ниво, има данни за спад в броя.
Носейки тясна заострена банкнота, приспособена за сондиране и улов на насекоми, червенокрилата фея е предимно насекомоядна; храни се и живее в заслона на храсталачна растителност в умерено влажни гори, доминирани от дървета кари, оставайки близо до покритие, за да се избегнат хищници. Подобно на други феи, това е кооперативен развъден вид, с малки групи птици, които поддържат и защитават малки територии целогодишно. Групите се състоят от социално моногамна двойка с няколко помощни птици, които помагат за отглеждането на малките. За този вид е регистриран по-висок дял от жените помощници, отколкото при другите видове феи. Разнообразие от вокализациии визуални дисплеи са записани за комуникация и ухажване при този вид. Пеенето се използва за реклама на територия и птиците могат да различават други индивиди само по песен. Мъжките рокли изтръгват жълти венчелистчета и ги показват на жени като част от показ на ухажване.

## Разпространение
Разпространен е в Австралия.